# Korfbal League 2
De Korfbal League 2 is de op-één-na hoogste competitie in het Nederlandse zaalkorfbal, onder de Korfbal League. De klasse werd geïntroduceerd in het zaalseizoen 2022/2023. 

## Geschiedenis
Op 27 januari 2022 maakte het KNKV bekend dat er hervorming zou plaatsvinden in de Nederlandse zaalkorfbal competities. Tijdens de seizoenen die werden gespeeld tijdens de Coronapandemie constateerde het KNKV scheefgroei in de Korfbal League en Hoofdklasse. Vanwege verstoorde promotie/degradatie regeling speelden in het seizoen 2021/2022 in de Korfbal League twaalf teams, en in de Hoofdklasse zestien teams. Ook constateerde het KNKV al langer dat de kloof tussen de teams in de Korfbal League en de teams daar onder steeds groter werd. De Korfbal League 2 moest voor deze problemen het antwoord vormen. Op 21 april 2022 maakte het KNKV bekend dat de competitie de Korfbal League 2 zou gaan heten.

De allereerste Korfbal League 2 finale werd gespeeld op zaterdag 8 April 2023, in de hal van PKC. De finalisten waren Dalto uit Driebergen en HKC uit Hardinxveld-Giessendam. Hoewel Dalto in het reguliere seizoen eerste eindigde, wist het derde-beste team van het reguliere seizoen, HKC, de finale te winnen.

## Opzet
De Korfbal League 2 is een half-jaar durende competitie in de zaal tussen 10 teams, gespeeld van November tot April. Alle teams spelen 2 wedstrijden tegen elkaar, een thuis- en uitwedstrijd. In totaal speelt elk team in de competitie 18 wedstrijden (exclusief play-offs). Voor een overwinning behaalt een team 2 punten, voor een gelijkspel 1 punt, voor een verlies geen punten. De 4 teams die aan het einde van het seizoen de meeste punten hebben spelen play-offs voor de finale tegen elkaar. De play-offs kunnen gezien worden als kruisfinales. De nummer 1 uit de competitie speelt tegen de nummer 4, de nummer 2 speelt tegen de nummer 3. De play-offs worden gespeeld als best-of-three series. De winnaars van de kruisfinales spelen tegen elkaar in de finale. De winnaar van de finale mag zichzelf tot kampioen bekronen. 

## Clubs in de Korfbal League 2
Sinds het seizoen 2022/2023 spelen er elk seizoen tien teams in de Korfbal League 2. Hieronder een overzicht van alle teams die in de competitie hebben gespeeld.
| Club                           | Aantal Seizoenen | Seizoenen Actief      | Kampioenschappen | Stad                   | 2024/2025        |
| ------------------------------ | ---------------- | --------------------- | ---------------- | ---------------------- | ---------------- |
| HKC                            | 1                | 2022/23               | 1                | Hardinxveld-Giessendam | Korfbal League   |
| AW.DTV                         | 3                | 2022/23-heden         | 0                | Amsterdam              | Korfbal League 2 |
| Dalto/Klaverblad Verzekeringen | 3                | 2022/23-heden         | 1                | Driebergen             | Korfbal League 2 |
| DSC                            | 3                | 2022/23-heden         | 0                | Eindhoven              | Korfbal League 2 |
| DeetosSnel                     | 2                | 2022/23 2024/25-heden | 0                | Dordrecht              | Korfbal League 2 |
| Fiks                           | 2                | 2022/23 2024/25-heden | 0                | Oegstsgeest            | Korfbal League 2 |
| Oost-Arnhem                    | 3                | 2022/23-heden         | 0                | Arnhem                 | Korfbal League 2 |
| Tempo                          | 2                | 2022/23-2023/24       | 0                | Alphen a/d Rijn        | Hoofdklasse      |
| TOP (A)                        | 3                | 2022/23-heden         | 0                | Arnemuiden             | Korfbal League 2 |
| TOP/IAA fresh                  | 3                | 2022/23-heden         | 0                | Sassenheim             | Korfbal League 2 |
| Avanti/Post Makelaardij        | 1                | 2023/24               | 0                | Pijnacker              | Hoofdklasse      |
| Mid-Fryslân/ReduRisk           | 2                | 2023/24-heden         | 0                | Reduzum                | Korfbal League 2 |
| Unitas                         | 1                | 2023/24               | 1                | Harderwijk             | Korfbal League   |
| KV Groen Geel                  | 1                | 2024/25-heden         | 0                | Wormer                 | Korfbal League 2 |

## Promotie/Degradatie
De Korfbal League 2 is de competitie die een tussenklasse vormt tussen de absolute top van het Nederlandse zaalkorfbal en de Hoofdklasse. Promotie vanuit de Korfbal League 2 is naar de Korfbal League, degradatie vanuit de Korfbal League 2 is naar de Hoofdklasse. De winnaar van de Korfbal League 2 promoveert direct naar de Korfbal League en is met het kampioenschap dus verzekerd van een plek in het volgende seizoen van de Korfbal League. De nummer 2 van de Korfbal League 2 speelt de Korfbal League play-down tegen de nummer 9 van de Korfbal League. De play-down is een best-of-three serie. Winnaar van de play-down bemachtigt de laatste plek in het volgende Korfbal League seizoen. Zo is het mogelijk dat de nummer 2 het volgende seizoen in de Korfbal League 2 blijft spelen en niet promoveert.  
De nummer 10 en 9 van de Korfbal League 2 degraderen direct naar de Hoofdklasse. De nummer 1 van zowel de Hoofdklasse A als Hoofdklasse B promoveren direct naar de Korfbal League 2. De nummer 10 van de Korfbal League degradeert direct naar de Korfbal League 2.

## Kampioenen
De allereerste kampioen van de Korfbal League 2 werd gekroond op 8 April 2023.
Vanaaf seizoen 2024-2025 promoveert de winnaar van de Korfbal League 2  direct naar de Korfbal League.
| Seizoen   | Kampioen | Uitslag finale | Verliezend finalist |
| --------- | -------- | -------------- | ------------------- |
| 2025/2026 | -        | -              | -                   |
| 2024/2025 | Dalto    | -              | -                   |
| 2023/2024 | Unitas   | 18-17          | TOP (S)             |
| 2022/2023 | HKC      | 19-18          | Dalto               |